# Nemurella pictetii
Nemurella pictetii är en bäcksländeart som först beskrevs av František Klapálek 1900.  Nemurella pictetii ingår i släktet Nemurella och familjen kryssbäcksländor. Arten är reproducerande i Sverige. Inga underarter finns listade i Catalogue of Life.